# Batallón de Ingeniería VI
El Batalla de Ingeniería VI «Riosinho» es una unidad militar perteneciente al Ejército de Bolivia. El batallón fue oficialmente creado el 12 de diciembre de 1928 durante el gobierno del Presidente de Bolivia Hernando Siles Reyes y actualmente se encuentra asentado en la ciudad de Cobija capital del Departamento de Pando.
Los antecedentes del batallón datan de principios del siglo XX. Una vez finalizada la Guerra del Acre y para evitar futuros levantamientos separatistas se crea la Guarnición Militar de Cobija. Durante su existencia y a partir del año 1928, varios fueron los nombres que recibió la unidad militar.
- Desde el año 1928 hasta 1937, la unidad militar llevó el nombre de Regimiento de Infantería 11 "Bague".
- Desde el año 1937 hasta 1959, la unidad militar vuelve a cambiar de nombre por el de Regimiento de Infantería 13 "Ustariz"
- Desde el año 1959 hasta 1963, la unidad recibió el nombre de  Regimiento de Infantería 11 "Riosinho"
- Desde el año 1963 hasta 1966, la unidad lleva el nombre de Batallón Fluvial Riosinho N° 1
- Desde el año 1967 hasta 1968, la unidad lleva el nombre de Regimiento de Infantería 14 "Chuquisaca"
- Desde el año 1969 hasta 1970, la unidad vuelve a denominarse Regimiento de Infantería 11 "Bague".

Pero sería a partir del 27 de febrero de 1970, cuando la unidad vuelve a cambiar de nombre para llevar esta vez y definitivamente el nombre de Batallón de Ingeniería VI "Riosinho" en homenaje a la Batalla de Riosinho, en donde el soldado centinela Maximiliano Paredes dio su vida, alertando a sus camaradas sobre el avance de las tropas brasileñas.    
El objetivo de la unidad militar es resguardar la Frontera con Brasil.